# L'Ulivo
L'Ulivo (Маслина) је име за италијанску политичку коалицију левог центра која је постојала између 1995. и 2007.

## Оснивање и прва Продијева влада (1995—1998)
Коалиција је створена 6. марта 1995. на чело са професором др Романом Продијем.
Дана 21. априла 1996, L'Ulivo је победио опште изборе у савезу са Партијом комунистичке обнове и Романо Проди је изабран за премијер Италије.
Те године коалиција је била формирана од шест странака:
- Демократска партија левице (од 1998. под именом Демократе левице);
- Италијанска народна партија (од 2001. под именом Бела Рада);
- Италијанска обнова (од 2001. под именом Бела Рада);
- Федерација Зелених
- Италијански демократски социјалисти
- Демократска унија

L'Ulivo је такође имао парламентарну подршку Партије комунистичке обнове, Италијанске републиканске странке и Народне партије Јужног Тирола.

## 1998-2004
9. октобра 1998, Продијева влада је пала јер је Комунистичка обнова напустила савез са Ulivo-ом.
Након пада владе, Проди је напустио лидерство коалиције да би 1999. био изабран за председника Европске комисије.
Масимо Д'Алема секретар Демократа левице одмах по одласку Продија је постао лидер Ulivo-а и премијер Италије.
Међутим поводом општих избора 2001, кандидован је за премијера Франческо Рутели лидер Беле Раде.
2001. састав Ulivo-а су сачињавале следеће странке:
- Демократе левице
- Бела Рада — Демократија је слобода
- Партија италијанских комуниста
- Италијански демократски социјалисти
- Федерација Зелених
- Унија демократа за Европу

### Претварање у јединствену листу
12. јуна 2004. L'Ulivo се претвара из коалиције у унитарну изборну листу под именом Uniti nell'Ulivo (Сједињени у маслини) и појављајући се de facto као уједињена политичка странка поводом европских избора 2004, освајајући 31,10% гласова.
13. септембра 2004 након завршетка мандата председника ЕУ комисије Романо Проди се враћа на место лидера Ulivo-а.

## 2005-2007: ОдL'Unioneдо Демократске партије
10. фебруара 2005. је представљена нова много шира центро-левичарска коалиција под именом L'Unione (Унија).
Ulivo као федерација политичких странки се прикључује новој коалицији заједно са Партијом комунистичке обнове, Италијом вредности, Партијом италијанских комуниста и још неколико мањих покрета.
Поводом општих избора 2006. све странке Ulivo-а су одлучиле заједнички приступ унутар L'Unione.
Центро-левичарска коалиција коју је водио Романо Проди је победила те изборе.
Након годину дана странке Ulivo-а су одлучиле дефинитивно претварање у политичку странку под именом Демократска партија.
14. октобра 2007. су одржани избори за лидера ПД-а, чиме је формално завршено искуство Ulivo-а.